# 고스 (하위문화)

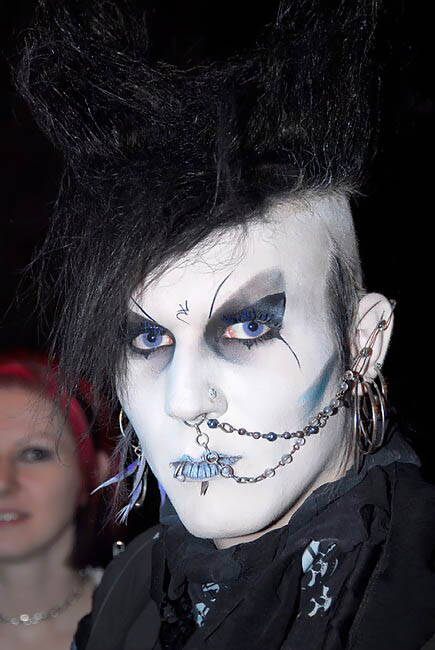

고스(goth subculture)는 많은 국가에서 볼 수 있는 현대적인 하위 문화이다. 1980년대 초 영국에서 포스트 펑크의 종류였던 고딕 록 신에서 이 하위문화는 시작되었다. 고스는 동시대의 다른 문화보다 훨씬 긴 시간 행해지고 있으며 다양하다. César Fuentes Rodríguez and Carol Siegel에 따르면 고스의 문화적 경향은 공포 영화와 19세기의 고딕 문학, 좁은 범위의 BDSM 문화에게 영향을 주고 있다.

## 같이 보기
- 비주얼계